# Липовский сельсовет (Пичаевский район)
Липовский сельсовет — сельское поселение в Пичаевском районе Тамбовской области Российской Федерации.
Административный центр — село Липовка.

## История
Статус и границы сельского поселения установлены Законом Тамбовской области от 17 сентября 2004 года № 232-З «Об установлении границ и определении места нахождения представительных органов муниципальных образований в Тамбовской области».

## Население
| 2010  | 2012  | 2013  | 2014  | 2015  | 2016  | 2017  |
| ----- | ----- | ----- | ----- | ----- | ----- | ----- |
| 802   | ↗1379 | ↘1337 | ↘1317 | ↘1266 | ↘1244 | ↘1206 |
| 2018  | 2019  | 2020  | 2021  |       |       |       |
| ↘1173 | ↘1124 | ↘1103 | ↘985  |       |       |       |

## Состав сельского поселения
| № | Населённый пункт | Тип населённого пункта       | Население |
| - | ---------------- | ---------------------------- | --------- |
| 1 | Бадин Угол       | село                         | ↘98       |
| 2 | Красивка         | село                         | ↘89       |
| 3 | Липовка          | село, административный центр | ↘708      |
| 4 | Отрез            | посёлок                      | 14        |
| 5 | Питим            | село                         | ↘485      |
| 6 | Поминаевка       | железнодорожный разъезд      | 4         |

Упразднённый населённый пункт
Первомайский